# Именьковская культура
Име́ньковская культу́ра — раннесредневековая археологическая культура IV—VII веков, расположенная на территории Среднего Поволжья (Самарская область, Татарстан, Мордовия, Чувашия, Ульяновская область). В 1981 году Г. И. Матвеева выявила родственность именьковской и зарубинецкой культур — по ее мнению, более всего именьковская культура близка к полесскому лесному варианту зарубинецкой культуры.
Племена именьковской культуры занимали территорию от правого берега Нижней Камы до устья реки Самары, от среднего течения Суры до среднего течения реки Белой. Своё название культура получила по первому наиболее полно изученному городищу у села Именьково Лаишевского района Татарстана. После прихода в Среднее Поволжье булгар, во второй половине VII века, памятники именьковцев исчезают. Высказывается предположение, что часть именьковцев растворилась в пришельцах, часть ушла на запад, войдя в состав волынцевской культуры.

## Преемственность
Ранний этап именьковской культуры был выделен Д. А. Сташенковым, который датировал его III/IV — V веками. Появление в Среднем Поволжье раннеименьковских памятников связано с переселением из неустановленных пока исходных регионов носителей «славяноидных» древностей постзарубинецко-раннекиевского круга, включавших в себя также элементы пшеворской и черняховской культур. В результате миграций в Среднем Поволжье образуются по меньшей мере три синхронных группы древностей: раннеименьковская, типа Сиделькино — Тимяшево и типа городища Лбище.

### Памятники типа Сиделькино — Тимяшево
Памятники типа Сиделькино — Тимяшево (III—IV/V вв.), относящиеся к кругу памятников киевской культуры, в дальнейшем не сыграли существенной роли в формировании классической именьковской культуры. Наряду с пришлым постзарубинецким компонентом в формирующейся именьковской культуре прослеживаются также местные постгородецкие, позднескифские и сарматские элементы.

### Памятники типа городища Лбище
Вопреки мнению Д. А. Сташенкова, некоторые исследователи (Г. И. Матвеева, Н. П. Салугина) относят к раннему этапу именьковской культуры также немногочисленные памятники типа городища Лбище (III—IV/V вв.). В настоящее время известны лишь два городища этого типа, а также примыкающие к ним селища, расположенные в южной части Самарской Луки на высоких скалистых мысах коренного берега Волги. Для лбищенских древностей характерна традиция сооружения сложных фортификаций. Жилые постройки были наземными, срубными, с заглублёнными очажными котлованами. Могильники около поселений не найдены.

### Поздний этап
На время с конца V — начала VI веков и до первой половины — середины VII века приходится максимальное распространение именьковской культуры. Общее число памятников превышает 500, в их числе — около 100 городищ. В материальной культуре именьковских памятников на этом этапе прослеживается такое количество инокультурных элементов, не связанных с западным кругом древностей, что сама она в значительной степени утрачивает свой «славяноидный» облик. Археологически зафиксировано влияние культуры рязано-окских могильников, а также турбаслинской, кушнаренковской, караякуповской и других культур.

## География
Большинство раннеименьковских памятников расположены на Самарской Луке, где они представлены только неукреплёнными поселениями.
Исследования последних лет показали, что ранний горизонт именьковских древностей фиксируется также на некоторых памятниках Посурья (Моргинское городище, селище Сара I), где датируется временем не позднее конца IV века. Вероятно, в V веке уже существовали Маклашеевское II и Старомайнское городища в лесостепном Заволжье.

### Территориальные группы
К сегодняшнему дню, согласно разным исследователям, в ареал именьковской культуры включается как минимум шесть территориальных групп:
- нижнекамская (Татарстан);
- сурская (Мордовия и Чувашия);
- ульяновская;
- южная (Самарская Лука);
- северо-восточная (Удмуртия);
- романовская (северо-западная Башкирия).

## Хозяйство

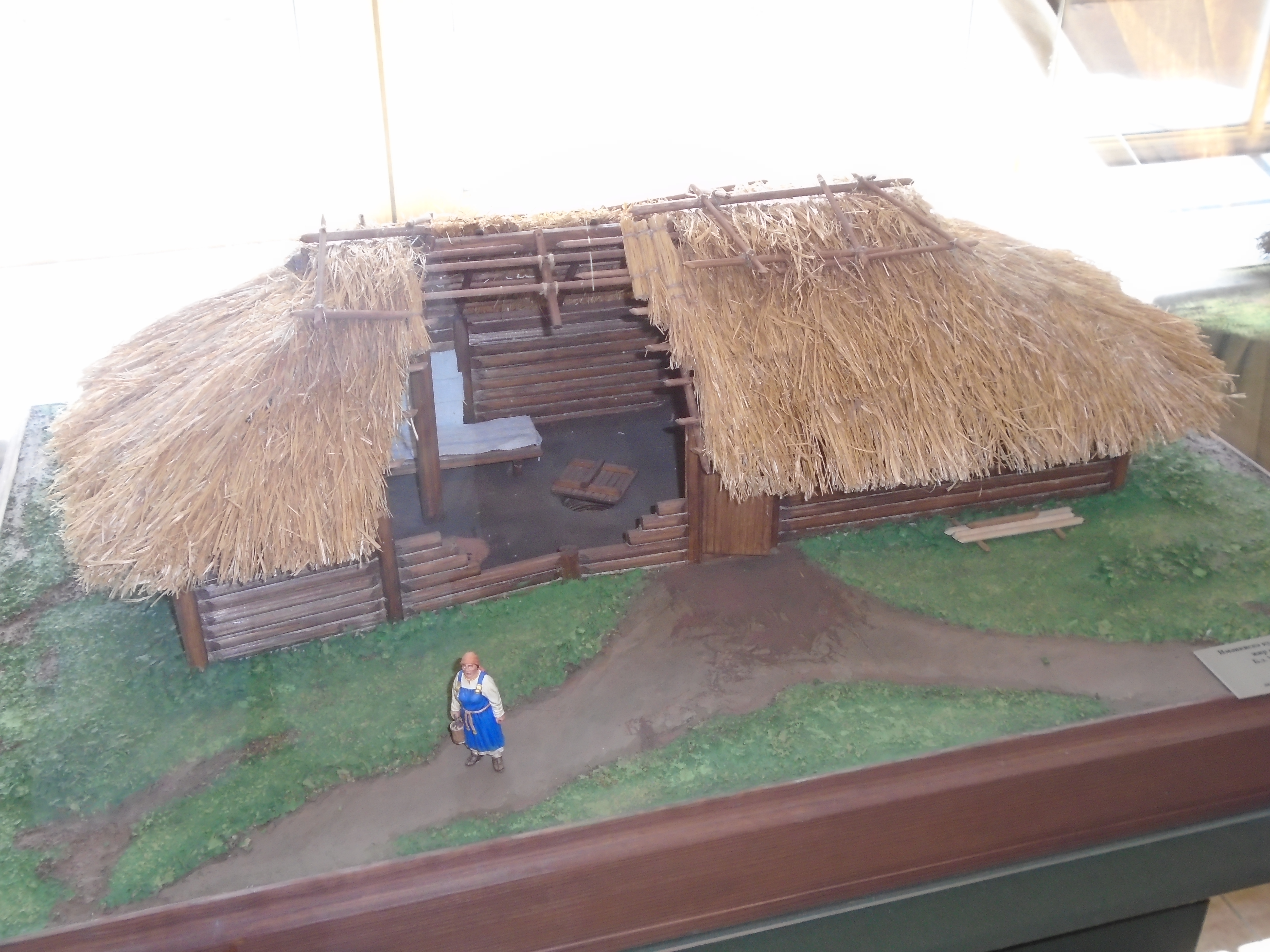
Наземное жилище

### Земледелие
Именьковские племена первыми в Среднем Поволжье перешли к пашенному земледелию с применением плугов с железными ральниками. На ряде поселений именьковской культуры найдены остатки зерна. Анализы этих находок показали, что изучаемое население высевало пшеницу, рожь, просо, овёс, ячмень, горох. Уборка урожая велась железными серпами, а также косами-горбушами. Зерно хранилось в ямах-кладовках. Для размола зерна использовались ручные жернова.
Для экономики раннеименьковского населения характерна большая роль подсечного земледелия. Использовались серпы небольших размеров, жернова. Железные ральники ещё не были известны. Животноводческие традиции основаны на разведении мелкого рогатого скота. Заметную роль в обеспечении белковой пищей играли продукты охоты и рыболовства.

### Скотоводство
Население памятников лбищенского типа занималось животноводством, основанном на разведении крупного рогатого скота при относительно меньшем значении лошадей. Земледельческие орудия представлены пока единственной находкой серпа. Охота не играла никакой роли в хозяйстве, так как в остеологических материалах с поселений практически отсутствуют кости диких животных. О занятии рыболовством свидетельствуют обнаруженные на городище Лбище рыболовные крючки.

### Ремесло
При исследовании поселений именьковской культуры выявлены остатки жилищ, сыродутных горнов для получения железа, мастерских для плавки меди и бронзы, изготовления посуды.
Кузнечное производство раннеименьковского этапа отличалось примитивностью. Применялись металлургические горны, не имеющие аналогий в последующих именьковских древностях и близкие к горнам, исследованным на территории зарубинецкой культуры.
Именьковская культура оказала значительное прогрессивное воздействие на соседние финно-угорские народы в плане распространения технологий земледелия, скотоводства и ремесла.

## Материальная культура

### Жилища

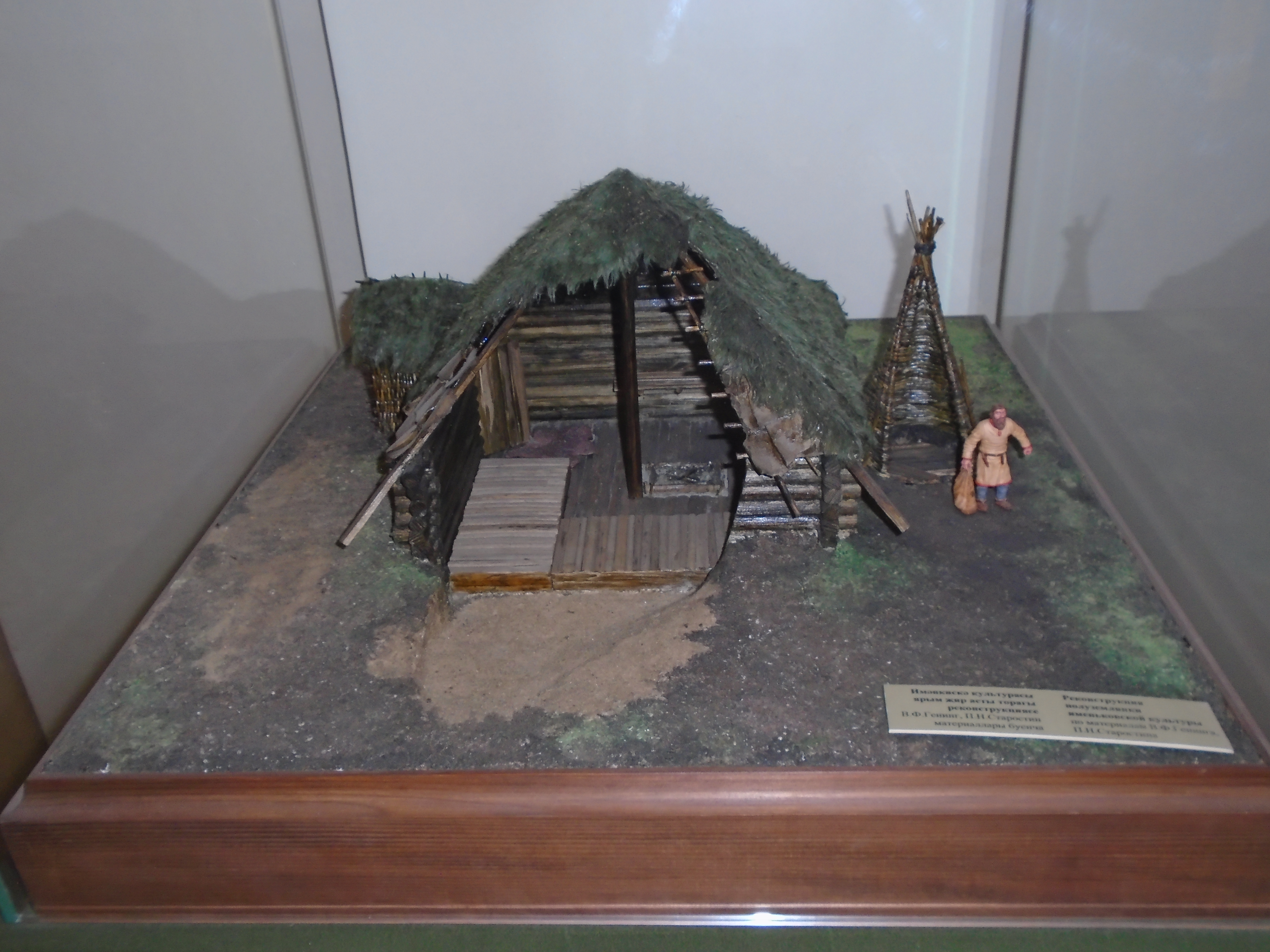
Полуземлянка

Господствовала усадебная планировка. Жилые постройки представлены полуземлянками различных типов.

### Керамика
Ранний керамический комплекс именьковской культуры в сравнении с поздним характеризуется более частым присутствием лощёных сосудов (от 1 до 5 % от общего количества), высоким (до 5 %) процентом мисок, наличием горшков с выраженным ребром, преобладанием среди дисков-сковород экземпляров без бортиков.
Керамический комплекс лбищенских памятников отличается от раннеименьковского значительно более высоким процентом мискообразных форм и сосудов, покрытых лощением. Несмотря на некоторые различия в морфологии посуды, Н. П. Салугина считает, что технологии изготовления обоих керамических комплексов убедительно доказывают значительную близость населения, оставившего указанные памятники.

### Погребения
Достоверных погребальных памятников пока не выявлено.

## Генетические связи и этническая атрибуция
В VII веке в область именьковской культуры приходят булгары. По версии В. В. Седова, в результате этих событий масса именьковцев покидает свои поселения и переселяется на юго-запад, где вносит основной вклад в создание и развитие волынцевской археологической культуры, которую соотносят с летописными северянами.
С. Г. Кляшторный, на основе информации из арабских источников, считал, что славяне, представленные потомками именьковцев, продолжали жить в Среднем Поволжье в VIII веке, и даже позднее — по крайней мере, вплоть до X века. Эту точку зрения с ним разделяла Г. И. Матвеева, ссылаясь на то, что археологических следов именьковской культуры VIII—X веков не обнаружено просто из-за недостаточной археологической исследованности именьковской культуры. П. Н. Старостин тоже считал данную культуру славянской и был убежден, что её история не обрывается на VII веке.
Этническая атрибуция населения именьковской культуры является объектом дискуссии. В именьковцах видели финно-угров, тюрок, угро-мадьяр, славян, балтов, иранцев (поздние сарматы), готов.

### Балто-славянская гипотеза

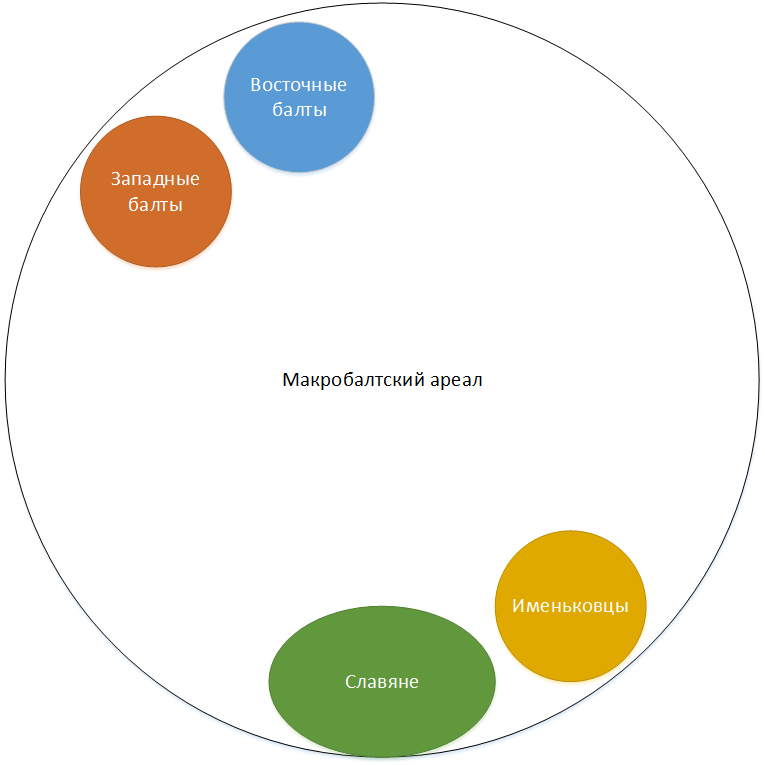
Место именьковского языка в балто-славянском ареале по данным из работы В. В. Напольских «Балто-славянский языковой компонент в Нижнем Прикамье в сер. I тыс. н. э.»

В. В. Напольских на основании ряда заимствований в волжско-финских и пермских языках видит в именьковцах носителей какого-то изолированного макробалтского (балтославянского) диалекта, названного им «именьковским языком», который был специфически близок, но не идентичен праславянскому. Время заимствования датировано им, самое позднее, серединой первого тысячелетия нашей эры — эпохой, предшествующей распаду прапермского языка.
Примеры заимствований, выявленных Напольских:
1. ППерм. *ruʒeg «рожь» при прабалтославянском (ПБС) *rugís;
2. ППерм. *lud «участок земли: поле, луг, пастбище, поляна, (священная) роща» при ПБС *linda;
3. ПУдм. *zem «земля» при ПБС *źémē;
4. ППерм. *gor «гора» при ПБС *goře;
5. ППерм. *gobз «гриб» при ПБС *gúmˀbas;
6. ППерм. *ʒoʒзg «гусь» при ПБС *gansís;
7. ППерм. *rub- «вырубать паз, делать зарубку» при ПБС *rambīˀtei;
8. ППерм. *cors «веретено», *cors- «прясть» при ПБС *késtei;
9. ППерм. *konз «пушной зверёк: белка, песец; кошка» при ПБС *kaunā́ˀ;
10. ПУдм. *bizini «бежать, течь» при ПБС *bēˀgjā́ˀtei;
11. ППерм. *rut «вечер» при ПБС *rīˀtás;
12. ППерм. *so̭l при ПБС *sāˀlis.

С критикой построений Напольских выступил В. Л. Васильев, обративший внимание на то, что не было проведено исследование местных топонимов и гидронимов — основного показателя присутствия любого древнего языка в какой-либо области. По его мнению, заимствования, в которых Напольских видит следы балто-славянского «именьковского языка», могут иметь иное происхождение.

### Славянская гипотеза
По мнению многих исследователей, носители именьковской культуры имели славянскую этническую принадлежность.
А. П. Смирновым была высказана точка зрения, согласно которой именьковская культура сформировалась при участии славян, переселившихся из лесостепного левобережья Днепра, что (по мнению Г. И. Матвеевой) хотя и не получило хронологического подтверждения, но стало первым указанием на связь именьковской культуры с кругом культур полей погребений рубежа н. э. В целом же ею констатируется, что анализ погребального обряда, керамического и вещевого комплекса именьковской культуры указывает на сохранение в ней черт зарубинецкой культуры, особенно её полесского варианта в случае особенностей погребального обряда, а также на полное совпадение кузнечного инвентаря, земледельческих и деревообрабатывающих орудий именьковской и пшеворской культур. По мнению Г. И. Матвеевой, свидетельством принадлежности и родства носителей именьковской культуры славянам являются особенности погребального обряда и некоторые черты керамики.
С. Г. Кляшторный и М. И. Жих связывают с именьковцами народ сакалиба, который, по их мнению, локализуется арабской письменной традицией на Средней Волге.
М. И. Жих считает важным показателем славянства тех заимствований, что были выявлены Напольских, слово *ruʒeg «рожь» — специфичной славянской сельскохозяйственной культуры, распространявшейся по Восточной и Центральной Европе вместе со славянами.
Также, М. И. Жих предполагает, что славянизмы в венгерском языке, появившиеся в нём до переселения венгров в Паннонию, могут быть вызваны не непродолжительными контактами славян и венгров в причерноморских степях, а тем, что именьковская культура состояла в тесном взаимодействии с кушнаренковской культурой, носителями которой были правенгры.
Р. Ш. Насибуллин доказывает принадлежность носителей именьковской культуры к праславянским племенам на основании заимствований в удмуртском языке, связанных с сельским хозяйством и рыболовством.
Именьковцев собственно славянами считают В. В. Седов, С. Г. Кляшторный, П. Н. Старостин (с 2001 года), Д. Г. Савинов, В. Д. Баран, Г. И. Матвеева, М. И. Жих и другие.
Несмотря на отсутствие достоверных погребальных памятников, в 2020-х годах удалось провести генетический анализ разрозненного антропологического материала с именьковских памятников (отдельные зубы и т. п.), который показал близость к ранним славянам.

#### Критика и ответные возражения
По мнению археолога Н. А. Лифанова, отождествление именьковцев и ранних славян, предложенное в работах Седова и Кляшторного, представляется сомнительным, а монография М. И. Жиха характеризуется им в качестве фантастической.
В свою очередь, М. И. Жих указывает на незнание или искажение его оппонентом работ различных исследователей, в частности Г. И. Матвеевой, которая, как выходит из её собственного признания, опубликованного в её монографии 2004 года «Среднее Поволжье в IV—VII вв.», отстаивала славянскую принадлежность именьковской культуры уже в работе 1988 года. Также, ссылаясь на известного американского специалиста в тюркологических и центральноазиатских исследованиях — Питера Голдена, чья точка зрения поддерживает его наблюдения, М. И. Жих заключает, что Н. А. Лифанов не знает средневековых источников.
Сотрудник Института восточных рукописей РАН С. Г. Кляшторный и кандидат исторических наук И. А. Гагин в своих рецензиях положительно оценили монографию М. И. Жиха.

### Тюркская гипотеза
А. Х. Халиков считал, что язык именьковцев был тюркским и был близок к чувашскому.
В. Ф. Генинг связывал эту культуру с тюрками.
В 1967 году этой точки зрения придерживался и П. Н. Старостин, позднее, однако, в 2001-м году приняв славянскую атрибуцию.

### Другие гипотезы
Е. П. Казаков относит именьковцев к хионитам, поздним сарматам (иранцам), Н. Ф. Калинин — к буртасам, П. Д. Степанов — к угро-мадьярам.